# Aitik
Aitik is een kopermijn op 20 km afstand van Gällivare, een dorp in de Zweedse provincie Norrbottens län.
Deze dagbouw bestaat sinds 1968 en is eigendom van Boliden AB. Naast kopererts, worden er ook kleine hoeveelheden goud en zilver gedolven.
De groeve is 3 km lang, 1,1 km breed en 450 meter diep. Vlakbij loopt de ertsspoorlijn.

## Externe link

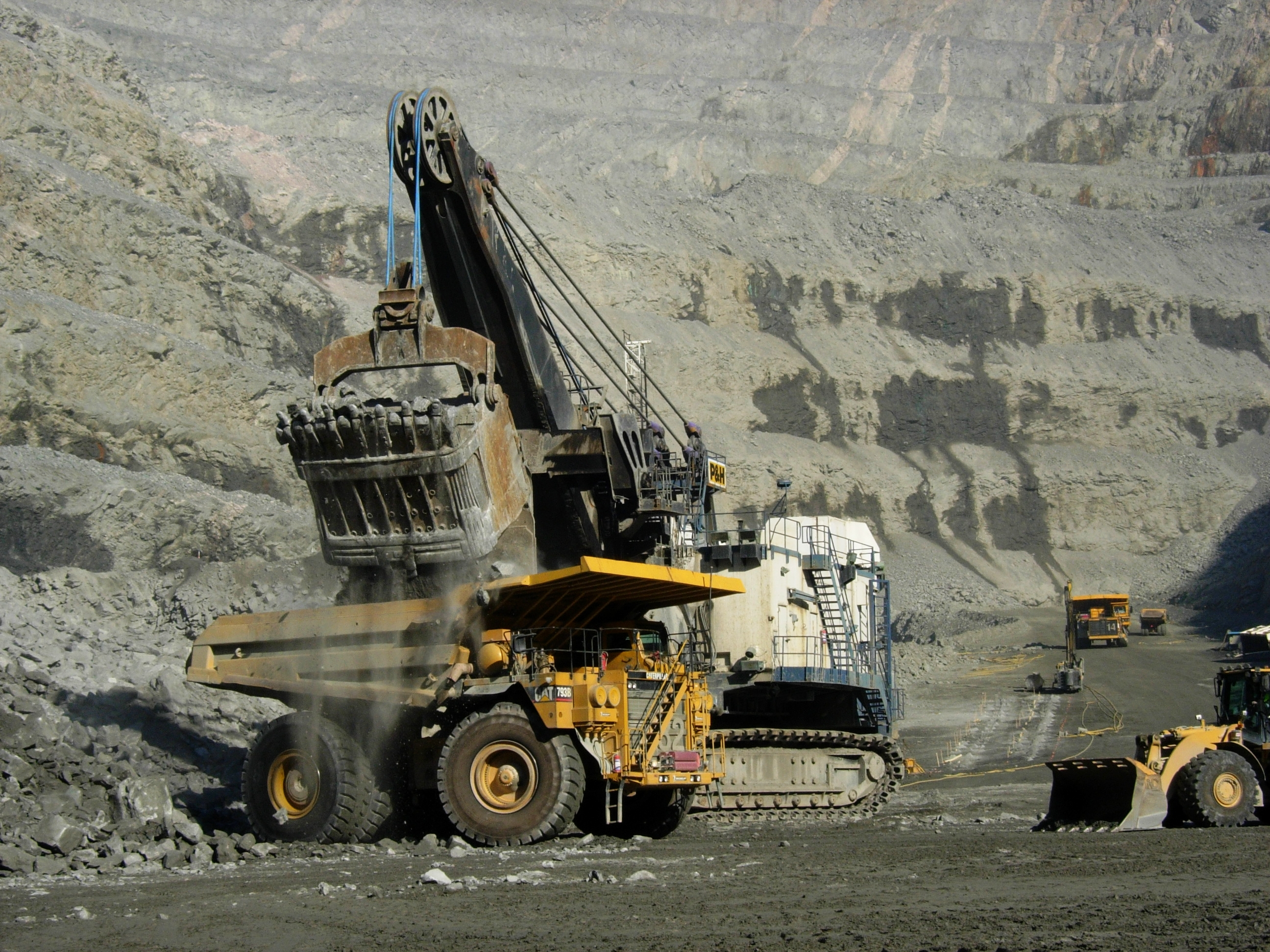
Aitik in 2006